# Ludwig Stromeyer
Ludwig Stromeyer (* 13. März 1852 in Konstanz; † 23. Oktober 1931 ebenda) war ein deutscher Textilunternehmer und Politiker.

## Leben

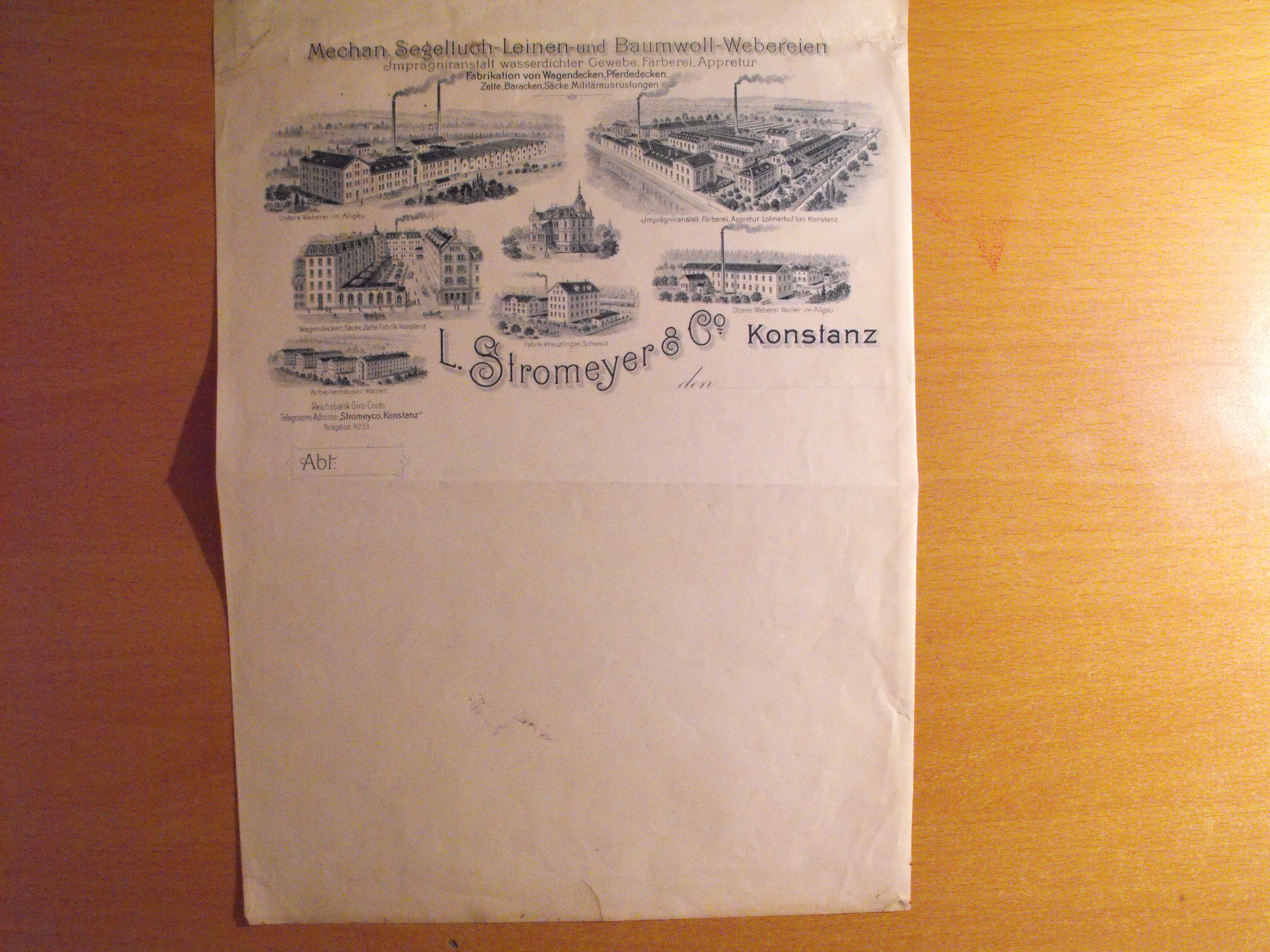
Alter Briefbogen der Weberei Stromeyer mit verschiedenen Firmenansichten (um 1900)

Stromeyer gründete 1872 mit einem Geschäftspartner die Firma Landauer und Stromeyer. Er war von 1896 bis 1918 Präsident der Konstanzer Handelskammer. Zudem war er Gründer des Rheinschiffahrtsverbands Konstanz, dessen Vorsitzender er von 1907 bis 1918 war. Stromeyer wurde zum Geheimen Kommerzienrat ernannt.
Von 1911 bis 1918 war Stromeyer Mitglied der Ersten Kammer der Ständeversammlung des Großherzogtums Baden. Sein Grab befindet sich auf dem Hauptfriedhof Konstanz.